# 瓢井镇
瓢井镇，是中华人民共和国贵州省毕节市大方县下辖的一个乡镇级行政单位。

## 行政区划
瓢井镇下辖以下地区：
瓢井社区、瓢井村、油沙村、新街村、中寨村、三合村、坪塘村、联坪村、坪兴村、中洞村和小洞村。